# Estação Primorskaia
Primorskaia (em russo:  Приморская) é a estação terminal da linha Nevsko-Vasileostrovskaia (Linha 3) do metro de São Petersburgo, no sentido oeste.